# Hunter Island (Tasmania)
Hunter Island è l'isola principale del Hunter Island Group ed è situata vicino a Cape Grim, la punta nord-ovest della Tasmania (Australia), nello stretto di Bass. L'isola appartiene alla municipalità di Circular Head.

## Geografia

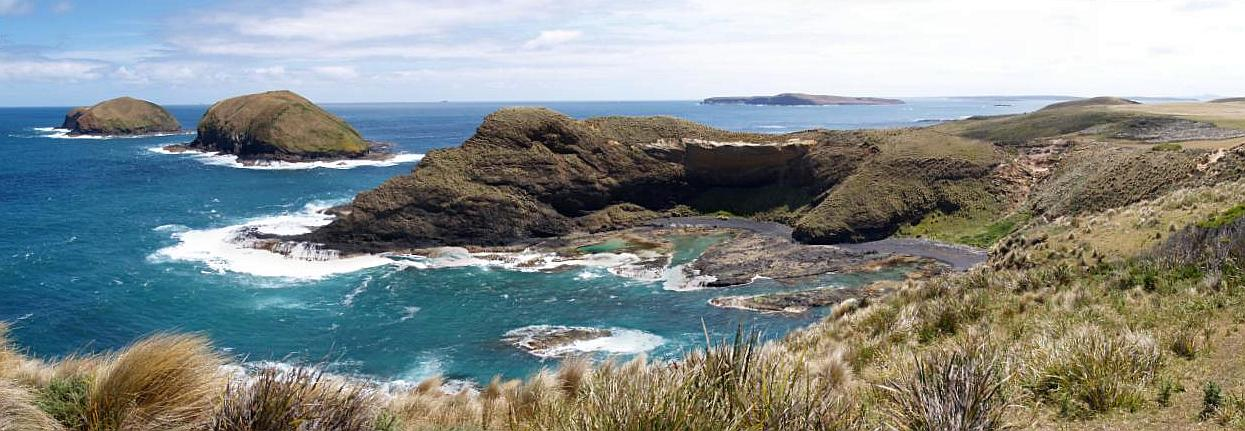
Cape Grim con Hunter Island e Three Hummock Island (sul fondo a destra).

Hunter si trova nello stretto di Bass che divide l'isola di Tasmania dall'Australia e dista circa 5 km da Cape Grim; si trova inoltre circa 73 km a sud-est di King Island. L'isola ha una superficie di 73,3 km² e l'altezza massima, di 90 m. Fa parte dello stesso gruppo Three Hummock Island, che si trova a nord-est, e una serie di piccoli isolotti che circondano Hunter Island: Albatross Island, Bears Island, Bird Island, Black Pyramid Rock, Dugay Islet, Edwards Islet, Nares Rocks, Penguin Islet, South Black Rock, Steep Island e Stack Island. A sud-est di Hunter si trova Robbins Island.

### Fauna

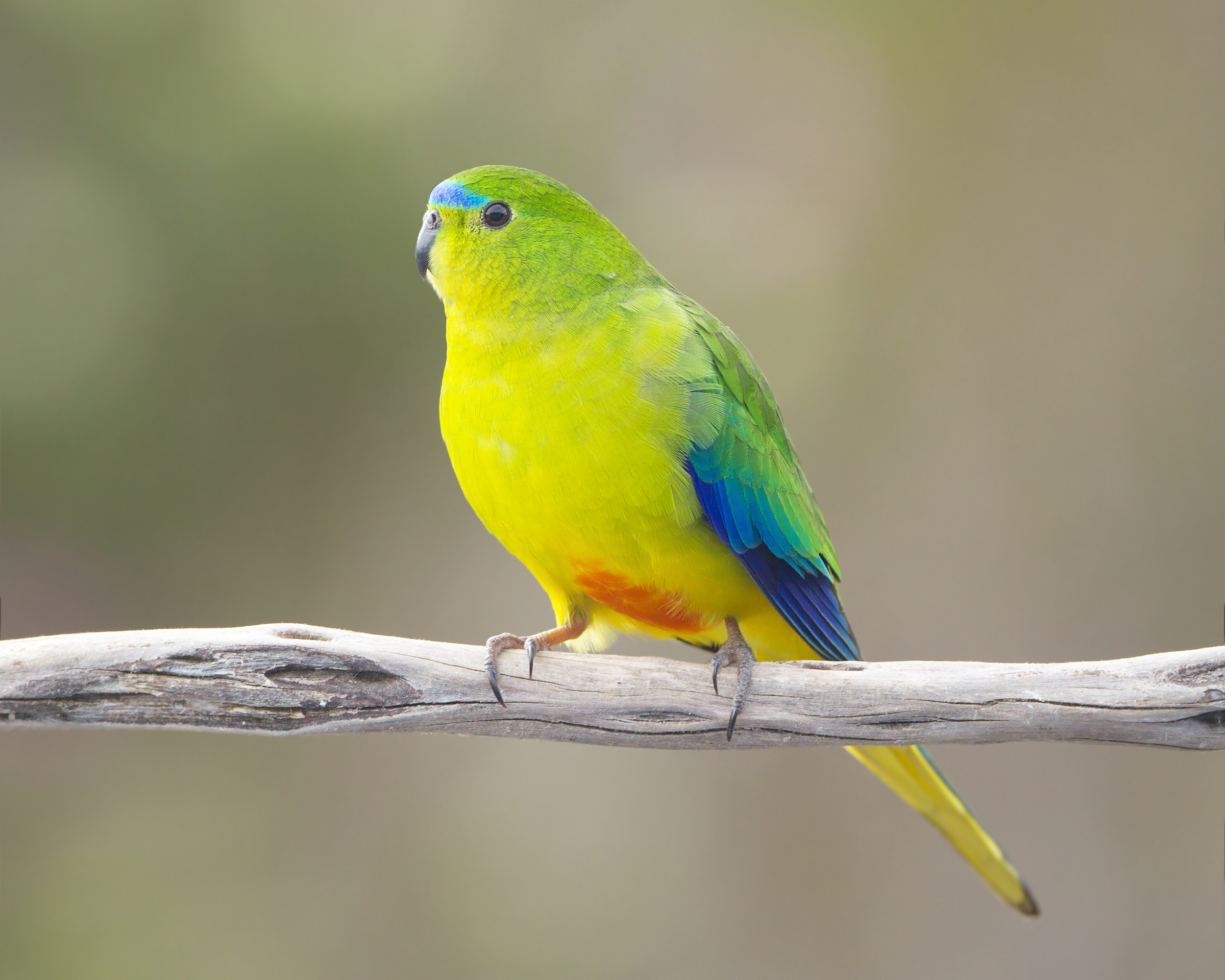
Il pappagallo panciarancia

L'isola fa parte della Hunter Island Group Important Bird Area (IBA), perché si trova sulla rotta migratoria (tra la Tasmania sud-occidentale e l'Australia sud-orientale) del pappagallo panciarancia, specie in pericolo critico.